# Jacques I, Prinț de Monaco
Jacques Goyon de Matignon (Jacques François Léonor), (n. 21 noiembrie 1689, Torigni-sur-Vire, Basse-Normandie, Franța – d. 23 aprilie 1751, Saint-Thomas-d'Aquin⁠(d), Paris, Regatul Franței) a fost conte de Thorigny, Prinț de Monaco sub numele de Jacques I și al 4-lea Duce de Valentinois din 1731 până în 1733.

## Biografie
A fost fiul lui Jacques al III-lea de Goyon de Matignon, conte de Torigni (1644-1725) și a soției acestuia, Charlotte de Goyon de Matignon (1657-1721). Unchiul său a fost Charles-Auguste de Goyon-Matignon, mareșal al Franței.
Când Antonio I de Monaco și soția sa Marie de Lorena căutau un soț pentru fiica lor,  Louise Hippolyte, care era moștenitoare a Monaco, familia l-a propus pe el drept candidat. Propunerea a fost susținută și de regele Ludovic al XIV-lea al Franței, care dorea să consolideze influența franceză în Monaco.

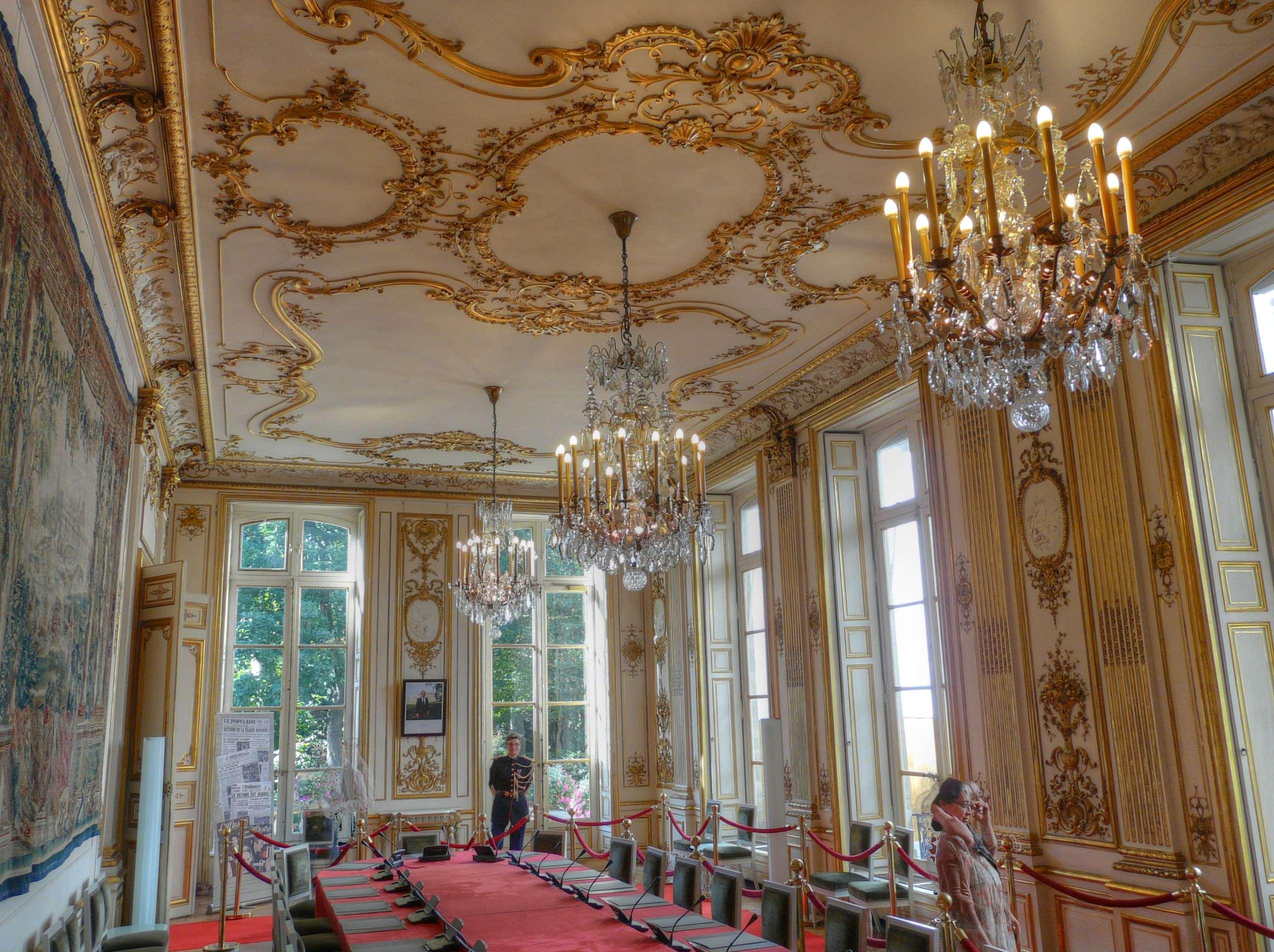
Sala de Consiliu de la Hôtel Matignon - reședința de la Paris a Prințului de Monaco.

Jacques și Louise Hippolyte s-au căsătorit la 20 octombrie 1715 și au avut opt copii. Nunta a fost primul act oficial făcut de micul rege în vârstă de cinci ani, Ludovic al XV-lea al Franței.
Mariajul nu a fost unul fericit. Jacques a preferat să stea mai mult la Versailles decât la Monaco, unde a avut câteva metrese.
După decesul lui Antonio I de Monaco, Louise Hippolyte a călătorit de la Paris la Monaco la 4 aprilie 1731 și a fost primită de o mulțime populară entuziastă.
La sfârșitul anului 1731, Louise Hippolyte a murit de varicelă. Jacques I și-a neglijat afacerile de stat și, sub presiunea populației a trebuit să părăsească țara în mai 1732. El a abdicat în favoarea fiului său Honoré anul următor.
Și-a petrecut ultimii ani ai vieții la Versailles și la Paris. Mademoiselle du Maine, o nepoată a regelui Ludovic al XIV-lea și a metresei sale, Madame de Montespan, i-a fost propusă ca soție. În ciuda faptului că avea o zestre generoasă (era fiica ducelui du Main și a Louisei Bénédicte de Bourbon), căsătoria nu s-a materializat și Prințul nu s-a recăsătorit niciodată.
Reședința sa din Paris a fost numită după el - Hôtel Matignon - și astăzi este reședința oficială a prim-ministrului Franței.